# Milton Wynants
Milton Ariel Wynants Vázquez (Paysandú, Uruguay, 28 de marzo de 1972) es un ciclista uruguayo.

## Biografía
Cursó Enseñanza Primaria unos meses en la Escuela N.º 907 (Chacras de Paysandú), posteriormente cursó un año en el Colegio Nuestra Señora del Rosario para culminar la etapa escolar en la Escuela N.º 87.
Sus primeros pasos se inclinaban al fútbol, habiendo jugado en el Club Atlético Litoral, hasta que un tío suyo, en oportunidad de que hiciera dos goles, le regalara una bicicleta. Ese fue su primer contacto con lo que luego se transformaría en su pasión deportiva. 
Se inició en el ciclismo con su primo Mario Wynants y con Hugo Nores, ingresando en la categoría novicios. Su primera victoria la obtuvo en Salto (Uruguay), siendo Campeón del Litoral. Integró filas en el Veloz Club Sanducero, Alas Rojas y Nacional, entre otros equipos.
Alternando el ciclismo en pista con el ciclismo en ruta, en pista siempre compitió en la carrera por puntos y en la madison, siendo la primera de ellas donde logró el mayor destaque. donde ganó la medalla de plata en la prueba de puntuación, volviendo a poner a Uruguay en el medallero luego de 36 años. Es el deportista uruguayo que participó en la mayor cantidad de Juegos Olímpicos, un total de cuatro consecutivas: Atlanta 1996, Sídney 2000, Atenas 2004 y Pekín 2008. En el campeonato del mundo de pista de 2004, disputado en Melbourne (Australia), obtuvo la medalla de plata en la carrera por puntos. Dentro de la actividad local sus lauros más importantes son las dos Rutas de América (1998 y 2007) y la Vuelta Ciclista del Uruguay 1996.
Se retiró de la actividad en el año 2010, pero volvió en 2012 corriendo para el Club Estudiantes El Colla de la ciudad de Rosario.

## Medalla de plata en Sídney 2000
Su logro más importante fue en los Juegos Olímpicos de Sídney 2000 durante la prueba de ciclismo en pista, en la carrera por puntos. Wynants ingresó a los juegos mediante una invitación ya que no había logrado clasificar en el Mundial B, en Montevideo.
En la prueba compitieron 23 ciclistas. Wynants venía con 12 puntos, que no le alcanzaba para entrar en el medallero. En el último sprint, que sumaba doble, terminó en el segundo lugar y sumó 6 puntos. Así, le dio una sorpresa a todos y se colgó la medalla de plata, quedando detrás del español  Joan Llaneras y delante del ruso Alexei Markov.

## Doble medalla de oro en los Panamericanos
En 2003 fue doble medalla de oro en los Juegos Panamericanos de Santo Domingo, en la prueba de ruta y en pista la carrera por puntos. Fue el primer ciclista en ganar ambas competiciones en el mismo Juego Panamericano. También fue el primer ciclista uruguayo en conseguir un oro en ciclismo. 
Además en la carrera por puntos, fue medalla de plata en los Juegos Panamericanos de 1995 y bronce en 1999 y 2007.